# Economia do Suriname
O Suriname é um dos principais produtores mundiais de bauxita, tendo sua modesta economia baseada na exploração e no beneficiamento desse minério, do qual se produz alumínio. A Amazônia surinamesa, pouco explorada, é a fornecedora de matéria prima à indústria madeireira. No setor primário, as principais culturas são as de arroz e cana-de-açúcar. A utilização da extensa rede hidrográfica do país gera aproximadamente 50% de sua energia elétrica.

## Agricultura
Em 2018, o Suriname produziu 273 mil toneladas de arroz, 125 mil toneladas de cana-de-açúcar, além de produções menores de outros produtos agrícolas, como banana ( mil toneladas), laranja (19 mil toneladas) e coco (14 mil toneladas).

## Setor mineral

### Bauxita
A espinha dorsal da economia do Suriname é a exportação de de alumina e pequenas quantidades de alumínio produzido a partir da bauxita extraída do país.as exportações de alumina representaram 72% das receitas de exportação estimadas do Suriname, de US $ 496,6 milhões em 2001. Os depósitos de bauxita do Suriname estão entre os mais ricos do mundo.
Custos de energia baratos são a grande vantagem do Suriname no negócio de alumina e alumínio com uso intensivo de energia. Na década de 1960, a Aluminum Company of America ( Alcoa ) construiu a barragem de Afobaka de US$ 150 milhões para a produção de energia hidrelétrica. Isso criou o reservatório de Brokopondo, um lago de 1.560 km 2 , um dos maiores lagos artificiais do mundo.

### Ouro
Existe uma mina de ouro de grande escala operando no Suriname. Esta é a mina de ouro Rosebel. O desenvolvimento de uma segunda mina de grande escala chamada Merian Gold Project foi aprovado pelo governo do Suriname em 7 de junho de 2013. Este projeto de mineração seria uma parceria da Newmont Mining Corporation e da Alcoa World Alumina and Chemicals . Merian fica a cerca de 60 quilômetros (40 milhas) ao sul da cidade de Moengo, no rio Marowijne. O governo estima que existam outros 20.000 operadores de pequena escala. Apenas 115 deles foram registrados pelo governo em 2009. O governo chama essas pessoas de porknokkers. Por causa do desemprego no Suriname, algumas pessoas locais recorrem à pequena mineração ilegal de ouro como sua fonte de renda. A mineração de ouro tem causado danos ambientais ao país.

## Setor petroleiro
A Staatsolie, petroleira estatal do Suriname, vem realizando extração na nação sul-americana desde a década de 1980. Em 2017, o país produziu 17 mil barris por dia, tornando-o o 71.º maior produtor mundial.
No final da década de 2010, o Suriname descobriu grandes reservas de petróleo em seu litoral, o que gerou forte expectativa sobre a sua exploração, exportação e, consecutivamente, maior desenvolvimento econômico no país.

Entretanto, ainda há estudos e perfurações para melhor decidir onde e quando começar a exploração de petróleo, o que poderia trazer grande prosperidade para um país com cerca de 600 mil habitantes.
A previsão é que a grande extração de petróleo comece a ocorrer a partir de 2027, enquanto isso, o presidente do Suriname, Chan Santokhi, afirmou que o país já está se preparando profissional e estruturalmente para iniciar e exploração. O objetivo do governo é melhorar a infraestrutura do país para começar a receber o investimento externo, e enquanto isso não ocorre, os surinameses planejam construir um porto de águas profundas em Nickerie, para facilitar e exportação, bem como uma ponte na fronteira Guiana-Suriname, além de outras obras pelo país.

## Atualmente
Ao contrário da maioria das moedas do continente americano, essa moeda não flutua livremente de acordo com o valor de mercado, seu valor é definido pelo banco central.  Em janeiro de 2011, o SRD foi estabelecido em $ 1 em SRD 3,25.  Em novembro de 2015, isso foi alterado para uma taxa fixa de $ 1 para 4 SRD e em abril de 2016 foi alterado para $ 1 para 7,38.  Em 22 de setembro de 2020, seu valor foi modificado novamente para 1 dólar a 14,15 dólares surinameses.

### Dívida externa
Em fevereiro de 2021, a dívida externa do Suriname era de US$ 4 bilhões. Desse montante, o país busca atualmente reestruturar um total de US$ 675 milhões em empréstimos. O Suriname contratou o banco de investimento francês Lazard para atuar como seu consultor financeiro durante a reestruturação.